# Anoplogaster
Anoplogaster är ett släkte av fiskar. Anoplogaster ingår i familjen Anoplogastridae.
Anoplogaster är enda släktet i familjen Anoplogastridae.
Kladogram enligt Catalogue of Life:
| Anoplogaster | \| \| Anoplogaster brachycera \| \| \| \| \| \| Anoplogaster cornuta \| \| \| \| |
|              | \| \| Anoplogaster brachycera \| \| \| \| \| \| Anoplogaster cornuta \| \| \| \| |
|              | Anoplogaster brachycera                                                          |
|              |                                                                                  |
|              | Anoplogaster cornuta                                                             |
|              |                                                                                  |

## Bildgalleri

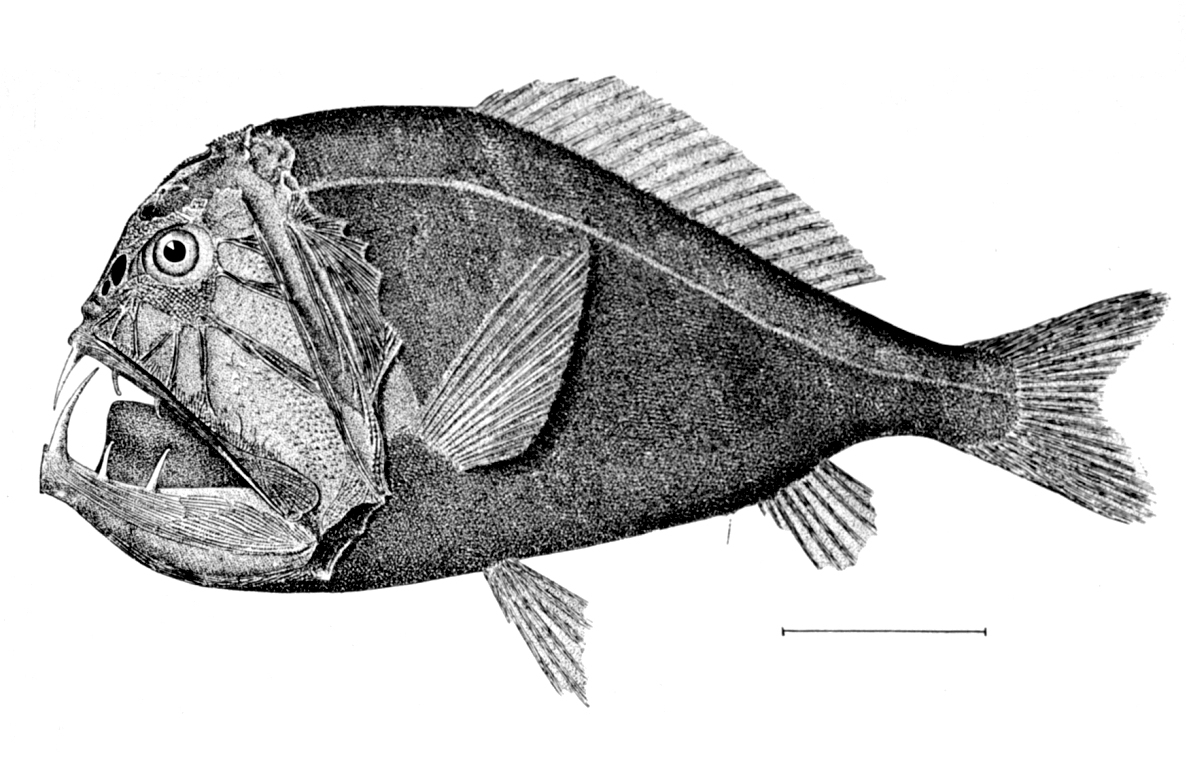
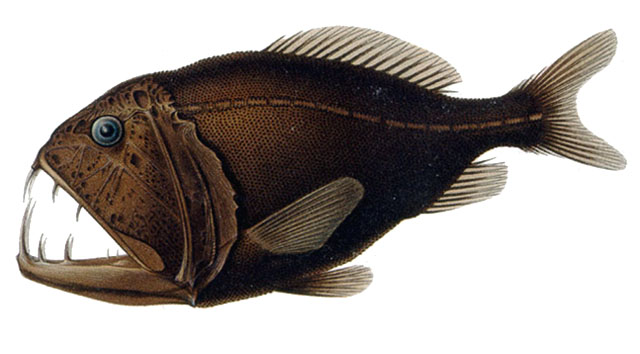